# 오렌지꽃물

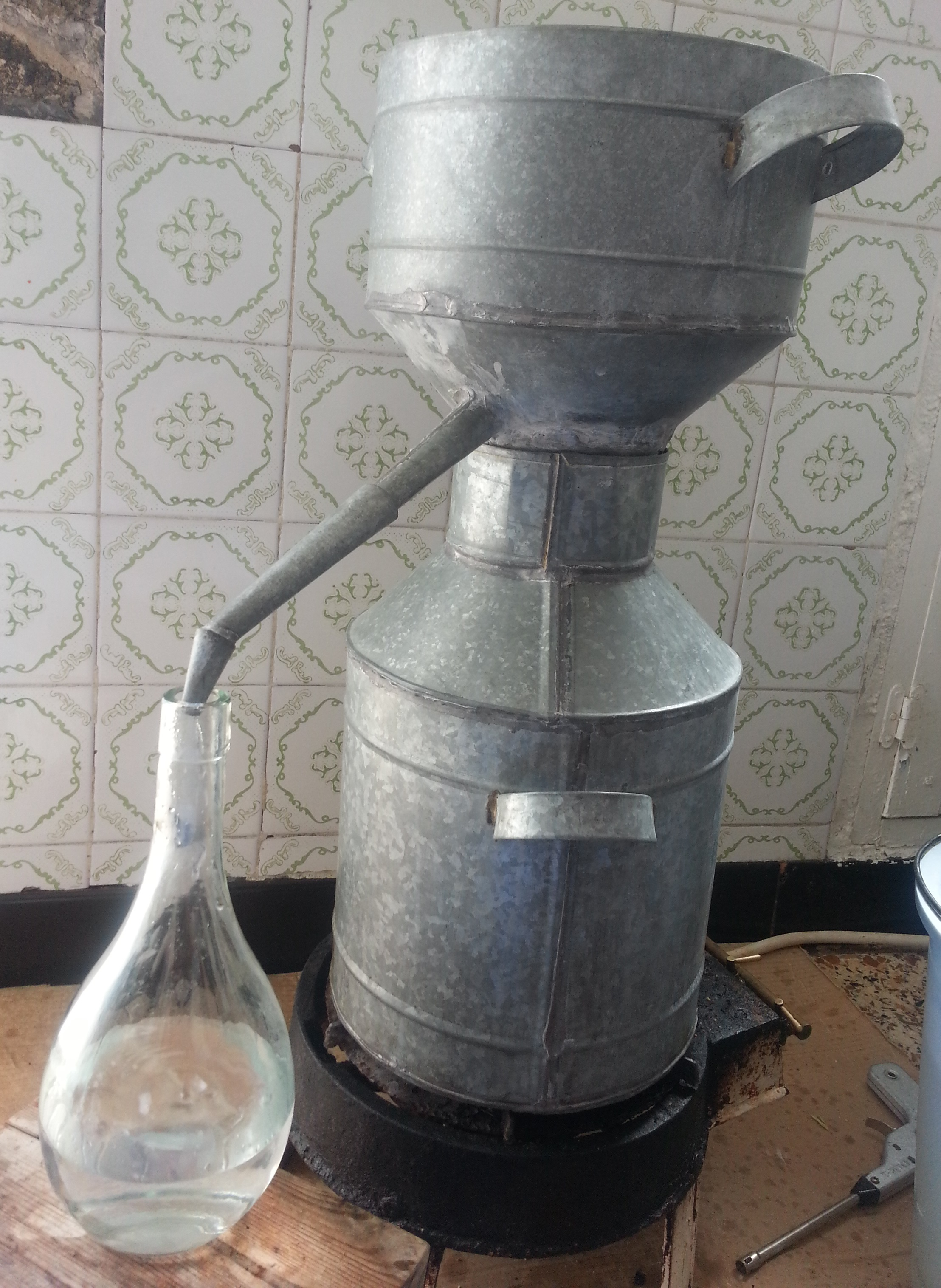
오렌지 꽃의 정제 배럴

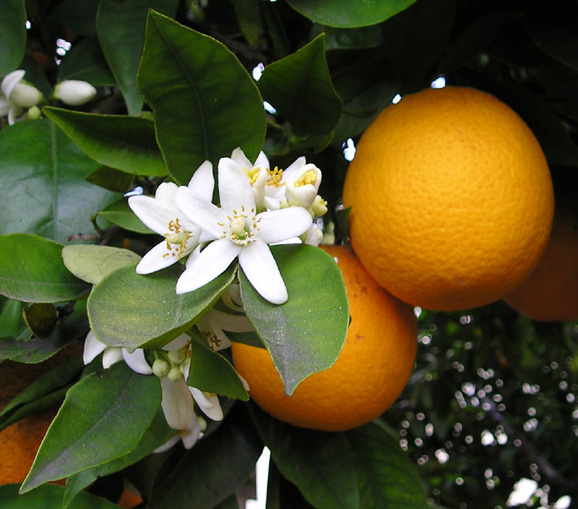
오렌지 꽃

오렌지꽃물 또는 오렌지꽃수 (Orange flower water)는 쓴귤 꽃잎을 수증기 증류를 거쳐 만든 히드로졸 액체이다. 장미수와 마찬가지로 화장품이나 의약품, 요리 등에 사용된다. 중동 및 북아프리카 지역의 요리에 많이 사용된다.

## 같이 보기
- 오렌지